# Ильчишин, Андрей Ярославович
Андре́й Яросла́вович Ильчи́шин (укр. Андрій Ярославович Ільчишин; 25 октября 1981) — украинский футболист, защитник.

## Биография
Начал профессиональную карьеру в клубе «Газовик-Скала». В команде провёл 120 матчей и забил 10 голов. В зимнее межсезонье сезона 2005/06 перешёл в мариупольский «Ильичёвец». В команде не заиграл и перешёл в ФК «Львов». После играл за алчевскую «Сталь».
В марте 2009 года перешёл в ужгородское «Закарпатье». В сезоне 2008/09 помог выйти «Закарпатью» в Премьер-лигу. В Премьер-лиге дебютировал 9 августа 2009 года в домашнем матче против харьковского «Металлиста» (0:2). В сентябре 2009 года досрочно покинул команду и на профессиональном уровне больше не выступал.

## Достижения
- Победитель Первой лиги Украины: 2008/09
- Серебряный призёр Первой лиги Украины: 2007/08
- Победитель Второй лиги Украины: 2003/04